# Iryna Wenediktowa
Iryna Walentyniwna Wenediktowa, ukr. Ірина Валентинівна Венедіктова (ur. 21 września 1978 w Charkowie) – ukraińska polityk, prawniczka, naukowiec i profesor prawa. Od 17 marca 2020 do 17 lipca 2022, jako pierwsza kobieta, zajmowała urząd Prokuratora Generalnego Ukrainy.
W 2000 roku ukończyła z wyróżnieniem Narodowy Uniwersytet Spraw Wewnętrznych w Charkowie. 
W 2003 obroniła pracę doktorską na Narodowym Uniwersytecie Prawa im. Jarosława Mądrego w Charkowie.  
Od 2005 jest kierownikiem katedry prawa cywilnego na Charkowskim Uniwersytecie Narodowym im. Wasyla Karazina. 
W 2013 roku obroniła Pracę habilitacyjną na Uniwersytecie Narodowym im. Tarasa Szewczenki w Kijowie. W 2014 roku otrzymała tytuł profesora Wydziału Prawa Cywilnego Narodowego Uniwersytetu Karazina w Charkowie.
W 2018 została radcą prawnym Wołodymyra Zełenskiego. Była członkiem jego sztabu wyborczego podczas kampanii prezydenckiej oraz ekspertem ds. reform w sądownictwie. 27 grudnia 2019 Iryna Wenediktowa została powołana na stanowisko p.o. dyrektora Państwowego Biura Śledczego (DBR) Ukrainy.
21 lipca 2019 została deputowaną IX kadencji Rady Najwyższej Ukrainy z listy partii Sługa Ludu. 29 sierpnia 2019 została przewodniczącym Parlamentarnej Komisji Polityki Prawnej. 14 stycznia 2020 zrezygnowała z funkcji deputowanej.